# Station Shimokoma
Station Shimokoma (下狛駅,  Shimokoma-eki) is een spoorwegstation in de Japanse stad Seika. Het wordt aangedaan door de Gakkentoshi-lijn. Het station heeft één  spoor, gelegen aan een enkel zijperron. 

## Treindienst

### JR West
| 1 | ■ Gakkentoshi-lijn | richting Shijōnawate en Kyōbashi |
| 1 | ■ Gakkentoshi-lijn | richting Kizu                    |

## Geschiedenis
Het station werd geopend in 1952. 

## Overig openbaar vervoer
Bus 73 van het busnetwerk van Nara

## Stationsomgeving
- Station Komada aan de Kintetsu Kioto-lijn

Kizu · Nishi-Kizu · Hōsono · Shimokoma · JR Miyamaki · Dōshisha-mae · Kyōtanabe · Ōsumi · Matsuiyamate · Nagao · Fujisaka · Tsuda · Kawachi-Iwafune · Hoshida · Higashi-Neyagawa · Shinobugaoka · Shijōnawate · Nozaki · Suminodō · Kōnoikeshinden · Tokuan · Hanaten · Shigino · Kyōbashi